# Double or Nothing (2019)
Double or Nothing е първото pay-per-view шоу от поредицата AEW Double or Nothing и дебютното събитие, продуцирано от американската кеч федерация All Elite Wrestling (AEW).
Провежда се по време на уикенда на Деня в памет на загиналите във войните на САЩ в събота, 25 май 2019 г. в MGM Гранд Гардън Арена в предградието на Лас Вегас – Парадайс, Невада.

## Обща информация
Събитието е излъчено чрез традиционните PPV канали, както и по B/R Live в Северна Америка и FITE TV в международен план.
Картата включва девет мача, включително два на предварителното шоу наричано Buy In. В главното събитие Крис Джерико побеждава Кени Омега, спечелвайки мач срещу Адам Пейдж, победител в предварителната битка наричана Казино Кралска битка, на августовското шоу All Out, за да определи първия Световен шампион на AEW. При другите важни мачове Йънг Бъкс (Мат Джаксън и Ник Джаксън) побеждават Lucha Brothers (Пентагон джуниър и Рей Финикс), за да запазят Световните отборни титли на AAA, а Коуди Роудс побеждава брат си Дъстин Роудс. Събитието е забележително и с изненадващите изяви на Оусъм Конг, Брет Харт (който представя пояса на Световния шампион на AEW), както и Джон Моксли (преди известен в WWE като Дийн Амброуз). Потвърдено е, че Моксли и Конг са подписали договори с AEW.
Събитието получава одобрение от критиците, като Джерико срещу Омега, Йънг Бъкс срещу Lucha Brothers и Коуди Роудс срещу Дъстин Роудс спечелват най-много похвали; повечето критици приветстват последния като най-добрия мач за вечерта. Double or Nothing по-късно печели наградата за бюлетин на Wrestling Observer за най-добро голямо кеч шоу за 2019 г., докато Коуди срещу Дъстин печели наградата на Pro Wrestling Illustrated за мач на годината.

### Предпоставки
След успеха на All In през септември 2018 г., независимо кеч шоу, в резултат на залог с журналиста Дейв Мелцър, група, известна като The Elite (Коуди, Йънг Бъкс и Кени Омега), движещите сили зад събитието, използват положителния отговор от All In, за да продължат по-нататъшни шоута с подкрепата на бизнесмените Шахид Хан и Тони Хан. След All In Коуди казва: „Знам, че когато правиш залог, понякога си двойно или нищо (Double or Nothing)“. На 5 ноември 2018 г. няколко търговски марки са подадени в Джаксънвил, Флорида, сред които  са „All Elite Wrestling“ и „Double or Nothing“, което води до спекулации за образуване на федерация и името на първото нейно шоу.
На 1 януари 2019 г. All Elite Wrestling (AEW) е официално основана. Заедно с обявяването, встъпителното събитие на промоцията, Double or Nothing, е планирано да се излъчи чрез pay-per-view (PPV) в събота, 25 май 2019 г. в Парадайс, Невада, като събитието е на тема Вегас. На 8 февруари, на конференция на AEW в Лас Вегас, главният директор Бранди Роудс обявява подписването на японските кечистки Ая Конг и Юка Саказаки, които ще направят първите си изяви за AEW на Double or Nothing. На 10 февруари е обявено, че билетите за предварителна продажба са разпродадени почти веднага след пускането им в продажба. На 13 февруари AEW обявява, че всички билети за шоуто са разпродадени в рамките на 4 минути след пускането им в продажба. През април е обявено, че Джим Рос ще бъде сред коментаторите.
На 8 май 2019 г. е обявено, че Double or Nothing ще бъде излъчено по ITV Box Office в Обединеното кралство. Освен това, едночасово предварително шоу, озаглавено „The Buy In“ е излъчено по ITV4, включващо Казино Кралска битка и други мачове. Следващата седмица е обявено, че ще се предава и в B/R Live на WarnerMedia в САЩ и в канала на AEW в YouTube по целия свят.

### Отменен мач
На встъпителната конференция на AEW в Джаксънвил, Адам Пейдж е прекъснат от Пак, създавайки вражда между двамата. На втората в Лас Вегас, мачът между Пейдж и Пак е официално обявен за Double or Nothing. В края на май обаче е съобщено, че мачът е „отменен“ и няма да се състои поради „творчески различия“. В резултат на отмяната, те се бият в мач на Wrestle Gate Pro около седмица преди Double or Nothing. В изненадваща поява, Пейдж отговаря на открито предизвикателство от Пак, което завършва с дисквалификация с победа на Пейдж. След мача Пак атакува коляното на Пейдж и казва, че целта му през цялото време е била да го нарани и с това няма причина да се появи на Double or Nothing. Това е направено, за да се отпише мача им от картата.

### Билети и покупки
Според Дейв Мелцър е имало 11 000 зрители за Double or Nothing. От тези билети „почти всички“ са продадени при предварителна продажба на 11 февруари 2019 г. за около или по-малко от 30 минути на хора, които по-рано са предоставили своите имейл адреси. Пакетите за пътуване и VIP пакетите също са разпродадени. Продажбите на билети са отворени за широката публика на 13 февруари 2019 г. и са разпродадени за 4 минути.
В изданието от 3 юни на бюлетина на Wrestling Observer, Дейв Мелцър пише, че Double or Nothing е получил „приблизително 98 000 покупки между телевизия и цифрово PPV, с близо 50/50 разделение между двете... Около две трети идват от САЩ, с Обединеното кралство, което излъчва предварителното шоу по ITV4, е силната втора, следвана от Австралия, Германия и Канада." Мелцър прогнозира, че по-нататъшните покупки на повторението на Double or Nothing "би трябвало лесно" да доведат до изпреварването на "Най-голямото шоу на ECW досега (99 000) и [превърнало се] в най-голямото PPV в историята на професионалния кеч, което не е продуцирано от WWE или WCW." Мелцър допълнително описва, че никой не е постигнал това ниво на покупки "без редовно телевизионно шоу след двубоите Тито Ортис срещу Кен Шамрок през 2002 г. и Чък Лидъл срещу Ортис през 2004 г. [смесени бойни изкуства]".

## Резултати
| Роля        | Име                              |
| ----------- | -------------------------------- |
| Коментатори | Джим Рос (PPV)                   |
| Коментатори | Екскалибур (Преди шоуто + PPV)   |
| Коментатори | Алекс Марвес (Преди шоуто + PPV) |
| Коментатори | Али (Фатална четворка мач)       |
| Конферансие | Джъстин Робъртс                  |
| Съдии       | Обри Едуардс                     |
| Съдии       | Брайс Ремсбърг                   |
| Съдии       | Ърл Хебнър                       |
| Съдии       | Пол Търнър                       |
| Съдии       | Рик Нокс                         |
| Интервюиращ | Алиша Атут                       |

| №                                                                                     | Резултати | Правила | Време |
| ------------------------------------------------------------------------------------- | --- | --- | ----- |
| 1П                                                                                    | Адам Пейдж последен елиминира Максуел Джейкъб Фридман                                                                 | Казино Кралска битка с 21 души Победителят се изправя срещу победителя от главното събитие на Double or Nothing за дебютната Световна титла на AEW на All Out | 16:00 |
| 2П                                                                                    | Кип Сейбиън поб. Сами Гевара                                                                                          | Индивидуален мач | 10:00 |
| 3                                                                                     | SoCal Uncensored (Кристофър Даниелс, Франки Казариан и Скорпио Скай) поб. Strong Hearts (Шима, Ти Хоук и Ел Линдаман) | Шесторен отборен мач | 13:40 |
| 4                                                                                     | Брит Бейкър поб. Найла Роус, Кайли Рей и Оусъм Конг (с Бранди Роудс)                                                  | Фатална четворка | 11:10 |
| 5                                                                                     | Best Friends (Чък Тейлър и Трент Берета) поб. Анхелико и Джак Евънс                                                   | Отборен мач | 12:35 |
| 6                                                                                     | Хикару Шида, Рихо и Рьо Мизумани поб. Ая Конг, Еми Сакура и Юка Саказаки                                              | Шесторен отборен мач | 13:10 |
| 7                                                                                     | Коуди Роудс (с Бранди Роудс) поб. Дъстин Роудс                                                                        | Индивидуален мач | 22:30 |
| 8                                                                                     | Йънг Бъкс (Мат Джаксън и Ник Джаксън) (ш) Lucha Brothers (Пентагон джуниър и Рей Финикс)                              | Отборен мач за Световните отборни титли на AAA | 24:55 |
| 9                                                                                     | Крис Джерико поб. Кени Омега                                                                                          | Индивидуален мач Победителят се изправя срещу Адам Пейдж (победител от Казино Кралска битка) за дебютната Световна титла на AEW на All Out.                   | 27:00 |
| - (ш) – указва шампиона/шампионите в мача - П – показва, че мача се случи преди шоуто | | |       |

### Казино Кралска битка
Петима кечисти започват на ринга. На всеки три минути влизат по още петима. 21-ят и последен участник влиза сам в мача.
|        | Влиза                   | Номер | Елиминиран от            | Елиминирани |
| ------ | ----------------------- | ----- | ------------------------ | ----------- |
| Спатия | Дъстин Томас            | 10    | Максуел Джейкъб Фридман  | 1           |
| Спатия | Максуел Джейкъб Фридман | 20    | Адам Пейдж               | 3           |
| Спатия | Съни Дейз               | 2     | Глейшър                  | 1           |
| Спатия | Брандън Кътлър          | 12    | Максуел Джейкъб Фридман  | 1           |
| Спатия | Майкъл Наказава         | 1     | Съни Дейз                | 0           |
| Каро   | Айсая Касиди            | 5     | Лучазоръс                | 1           |
| Каро   | Джими Хавък             | 18    | Лучазоръс                | 2           |
| Каро   | Джоуи Джанела           | 13    | Лучазоръс                | 0           |
| Каро   | Брайън Пилман джуниър   | 4     | Айсая Касиди и Марк Куин | 0           |
| Каро   | Шон Спиърс              | 9     | Дъстин Томас             | 0           |
| Купа   | Били Гън                | 11    | Брандън Кътлър           | 0           |
| Купа   | Глейшър                 | 3     | Максуел Джейкъб Фридман  | 1           |
| Купа   | Джънгъл Бой             | 17    | Джими Хавък              | 1           |
| Купа   | Марк Куин               | 6     | Лучазоръс                | 1           |
| Купа   | Ейс Ромеро              | 8     | Джънгъл Бой              | 1           |
| Пика   | Лучазоръс               | 19    | Адам Пейдж               | 4           |
| Пика   | Марко Стънт             | 7     | Ейс Ромеро               | 0           |
| Пика   | Сони Кис                | 14    | Томи Дриймър             | 0           |
| Пика   | Томи Дриймър            | 16    | Джими Хавък              | 2           |
| Пика   | Ориндж Касиди           | 15    | Томи Дриймър             | 0           |
| Жокер  | Адам Пейдж              | -     | Победител                | 2           |

## Последици
Седмица след Double or Nothing, мачът за Световната титла на AEW между Крис Джерико и Адам Пейдж е потвърден за All Out, на 31 август 2019 г. На All Out, Джерико побеждава Пейдж, за да стане първият Световен шампион на AEW.
След конфронтацията между Джон Моксли и Кени Омега, мач между двамата е насрочен за All Out, но е отменен поради контузия на Моксли в лакътя. След това е пренасрочен за Full Gear през ноември. На Full Gear Моксли излиза победител.
След уреждане на творческите различия, Пак се завръща в AEW и заменя Моксли в мач срещу Омега на All Out, който Пак печели. По време на интервюто на Адам Пейдж след шоуто след загубата му от Крис Джерико за Световната титла на AEW на All Out, Пак прекъсва интервюто и казва, че се е върнал в AEW за да търси реванш срещу Пейдж. След това двамата трябва да се изправят един срещу друг по време на дебютното излъчване на телевизионното шоу AEW Dynamite на 2 октомври 2019 г.
Double or Nothing оттогава се нарича важно шоу на AEW, и заедно със следващите им три големи PPV, All Out, Full Gear и Revolution, заедно се считат за „Голямата четворка“ на AEW, техните четири най-големи шоута, провеждани на всяко тримесечие.